# 加藤奈月
加藤 奈月（かとう なつき、1988年7月28日 - ）は、福井県出身の競艇選手。登録番号4400。身長157cm。血液型O型。98期。福井支部所属。同期に平山智加、松田祐季、高山智至らがいる。

## 来歴
- 福井県立春江工業高等学校中退。
- やまと競艇学校時代、リーグ戦勝率3.91（準優出以上はなし）の成績を残した。
- 2006年5月18日、三国競艇場でデビュー（6着）。
- 2007年3月22日、住之江競艇場での「2007ダイスポジャンピーカップ」3日目1Rで初勝利（100走目）。
- 2011年5月24日、大村競艇場での「第7回　夢の初優勝W決定戦」で初優出（4着）。

## 人物・エピソード
- 24時間リレーマラソンに女子選手で揃って参加した際、寝ている(7期上の先輩の)長嶋万記の顔にペンで落書きをした。その出来事を競艇オフィシャルサイトの競艇ブログに長嶋が画像入りで記した。